# Jiddisch

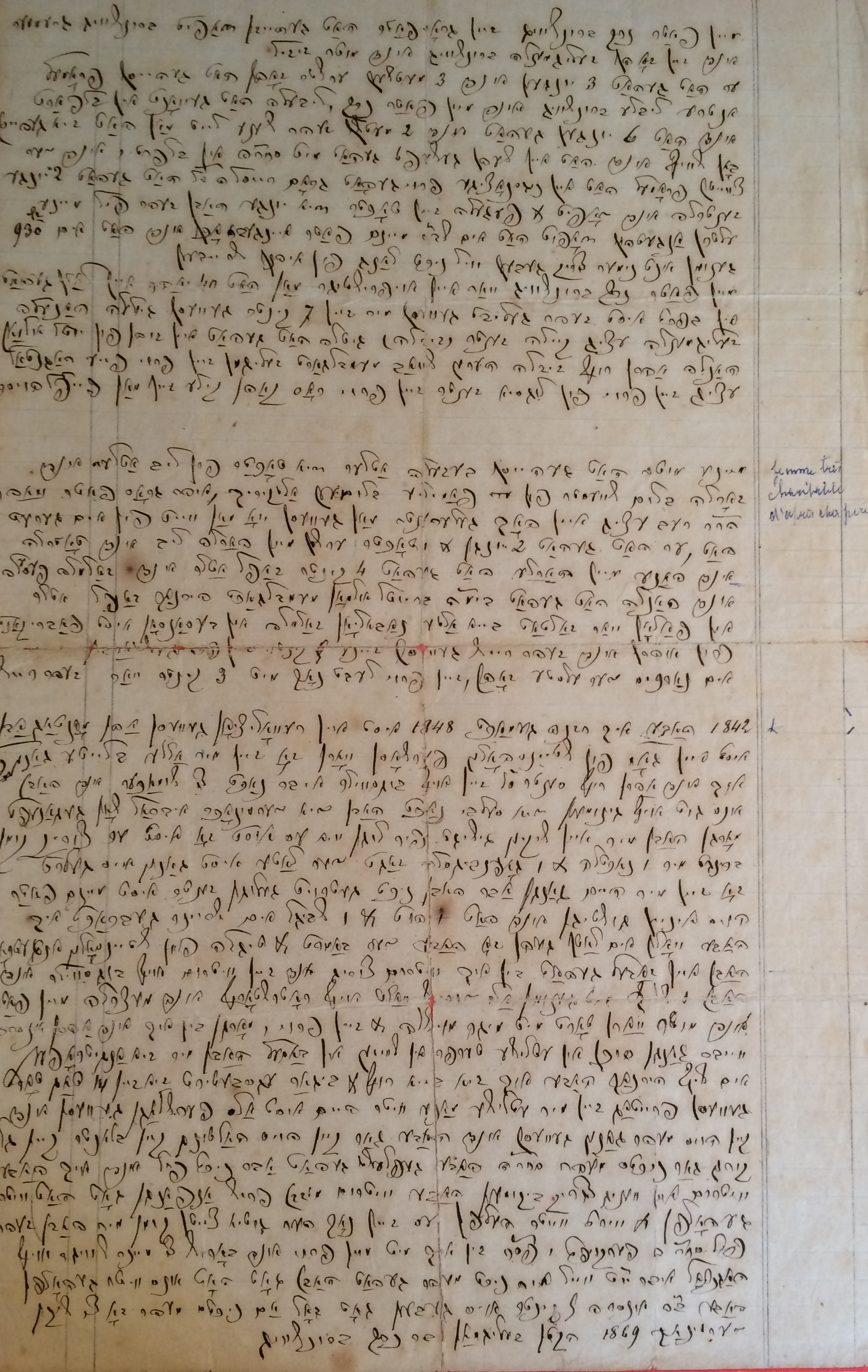
Die südwestjiddische Lebensbeschreibung von Seligmann Brunschwig von Dürmenach schildert u. A die antisemitischen Ereignisse des Revolutionsjahres 1848. In der Sammlung des Jüdischen Museums der Schweiz.

Jiddisch (Eigenbezeichnung יידיש oder אידיש, wörtlich „jüdisch“), veraltet Jüdischdeutsch oder Judendeutsch genannt, ist eine annähernd tausend Jahre alte Sprache, die von aschkenasischen Juden in weiten Teilen Europas gesprochen und geschrieben wurde und von einem Teil ihrer Nachfahren bis heute gesprochen und geschrieben wird. Es ist eine aus dem Mittelhochdeutschen hervorgegangene westgermanische Sprache, die außer der hochdeutschen auch eine hebräisch-aramäische, eine romanische und eine slawische Komponente aufweist. Aus jüngerer Zeit stammen Einflüsse aus dem Neuhochdeutschen und je nach heutigem Wohnort der Sprecher auch solche aus dem Englischen, dem Iwrith und aus anderen Landessprachen. Jiddisch teilt sich in West- und Ostjiddisch. Letzteres besteht aus den Dialektverbänden Nordostjiddisch („litauisches Jiddisch“), Zentraljiddisch („polnisches Jiddisch“) und Südostjiddisch („ukrainisches Jiddisch“).
Die jiddische Sprache hat sich im Mittelalter zunächst im Zuge der Ostsiedlung, später auch infolge der durch Verfolgung bedingten Migration der Juden vom deutschsprachigen Gebiet aus in Europa verbreitet, besonders nach Osteuropa, wo schließlich das Ostjiddische entstand. Mit den Auswanderungswellen von Millionen osteuropäischer Juden im späten 19. und frühen 20. Jahrhundert breitete sie sich dann westwärts aus und gelangte in die neuen jüdischen Zentren in Amerika und Westeuropa, später auch nach Israel.
Jiddisch war eine der drei jüdischen Sprachen der aschkenasischen Juden, neben dem weitestgehend der Schriftlichkeit vorbehaltenen Hebräisch und Aramäisch. Es wurde nicht nur als gesprochene, sondern auch als mit hebräischen Schriftzeichen geschriebene und gedruckte Alltagssprache verwendet. Eine ähnliche Rolle wie das Jiddische für die aschkenasischen Juden spielt für die sephardischen Juden das Judenspanisch.
Während Westjiddisch bereits im 18. Jahrhundert auszusterben begann, blieb Ostjiddisch die Alltagssprache der Mehrheit der Juden in Osteuropa, bis im Holocaust die jüdischen Zentren Kontinentaleuropas vernichtet wurden. Heute wird Jiddisch noch von (oft betagten) Nachfahren osteuropäischer Juden, von sogenannten Jiddischisten, von Wissenschaftlern und ganz besonders von einer wachsenden Anzahl ultraorthodoxer aschkenasischer Juden gesprochen. Die Zahl der Muttersprachler wird weltweit auf 500.000 bis 670.000 geschätzt; unter Einbezug von Sekundärsprechern sind es deutlich mehr.
Weil das Sprechen, Schreiben und kulturelle Schaffen auf Jiddisch seit dem ausgehenden 18. Jahrhundert fast ausschließlich auf ostjiddischer Grundlage geschieht, versteht man heute unter Jiddisch faktisch Ostjiddisch, solange nicht ausdrücklich von Westjiddisch die Rede ist. In diesem Artikel steht folglich das Ostjiddische im Zentrum der Beschreibung.

## Bezeichnungen

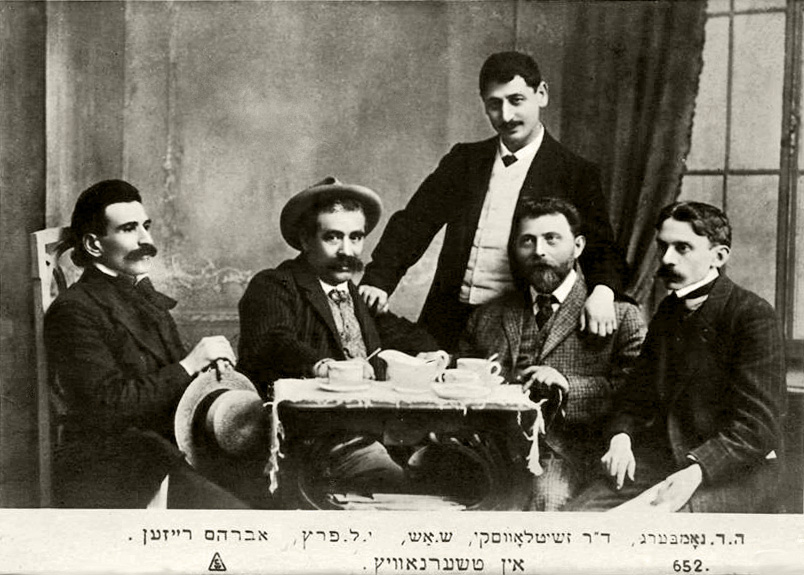
Hirsch David Nomberg, Chaim Zhitlovsky, Schalom Asch, Itzhok Lejb Perez, Abraham Reisen während der Czernowitz-Konferenz (v. r. n. l.), Postkarte

Jiddischsprecher bezeichnen das Jiddische als mame-loschn (מאַמע-לשון), zu Deutsch „Muttersprache“. Das deutsche Wort Jiddisch ist ein verhältnismäßig neues Kunstwort. Es ist eine Entlehnung aus dem englischen Yiddish, das seinerseits auf das von ostjüdischen Emigranten nach England mitgebrachte jiddische Wort jidisch zurückgeht. Jidisch (oder idisch) bedeutet im Jiddischen sowohl „jüdisch“ als auch „jiddisch“. Das sogenannte Judendeutsch ist eine dem Deutschen sehr ähnliche Variante des Westjiddischen und war die Umgangs- und Korrespondenzsprache der Mehrheit der deutschen Juden bis etwa zur Mitte des 19. Jahrhunderts.
Im Englischen ist das Wort Yiddish seit 1886 belegt, so zuerst in dem Roman Children of Gibeon von Walter Besant mit der Erklärung, dass es sich um eine aus Polnisch, Deutsch und Hebräisch gemischte Sprache handele, bald darauf dann aber auch durch gelegentliche Verwendung in sprachwissenschaftlichen Publikationen wie Alexander Harkavys Dictionary of the Yiddish Language (New York 1898) und Leo Wieners History of Yiddish Literature in the Nineteenth Century (London & New York 1899), wobei auch in solchen Fachpublikationen bis ins 20. Jahrhundert ältere Bezeichnungen wie Judaeo-German zunächst noch vorherrschend blieben.
Bei der Anglisierung des jiddischen Wortes jidisch wurde der Konsonant „d“ verdoppelt, um die Aussprache -i- zu erhalten und der sonst im Englischen naheliegenden Aussprache -ai- vorzubeugen. Von hier aus wurde das Wort in der Form „jiddisch“ auch ins Deutsche übernommen, wo es zuerst in Gustav Karpeles’ Geschichte der jüdischen Literatur (Berlin 1909, dort neben „jüdisch-deutsch“) und dann in Solomon Birnbaums Aufsatz Jiddische Dichtung (1913) erscheint. Dabei stand der Anglizismus jiddisch in Konkurrenz nicht nur zu den älteren Bezeichnungen, sondern auch zu der zuweilen aus dem Ostjiddischen direkt ins Hochdeutsche übernommenen Bezeichnung jidisch, wie sie z. B. im Untertitel „Übertragungen jidischer Volksdichtung“ zu der Sammlung Ostjüdische Liebeslieder (Berlin 1920) von Ludwig Strauss erscheint.
Es ist maßgeblich der Initiative Birnbaums und dem Einfluss seiner Praktischen Grammatik der Jiddischen Sprache (1918) sowie seiner zahlreichen Fachpublikationen und Lexikonartikel zuzuschreiben, dass sich Jiddisch (und auch im Englischen Yiddish) in der Folgezeit als fachsprachlicher Terminus etablierte, als Bezeichnung zunächst vorwiegend für das neuostjiddische, und dann umfassend für sämtliche Sprachperioden unter Einbeziehung des westlichen Jiddisch.

## Geschichte

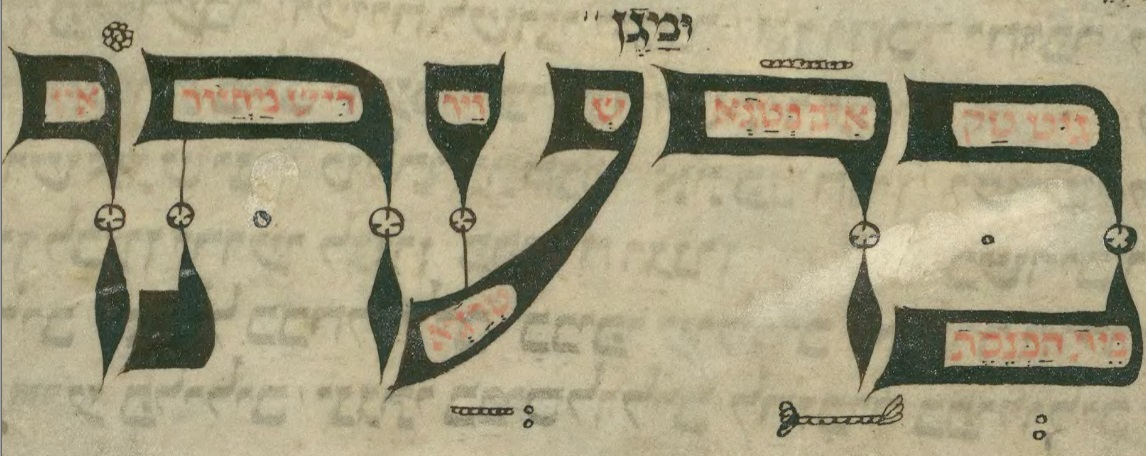
Ältestes erhaltenes schriftliches Zeugnis eines ganzen Satzes auf Jiddisch (Wormser Machsor, 1272), in roter Schrift in die Buchstaben eines hebräischen Wortes gesetzt

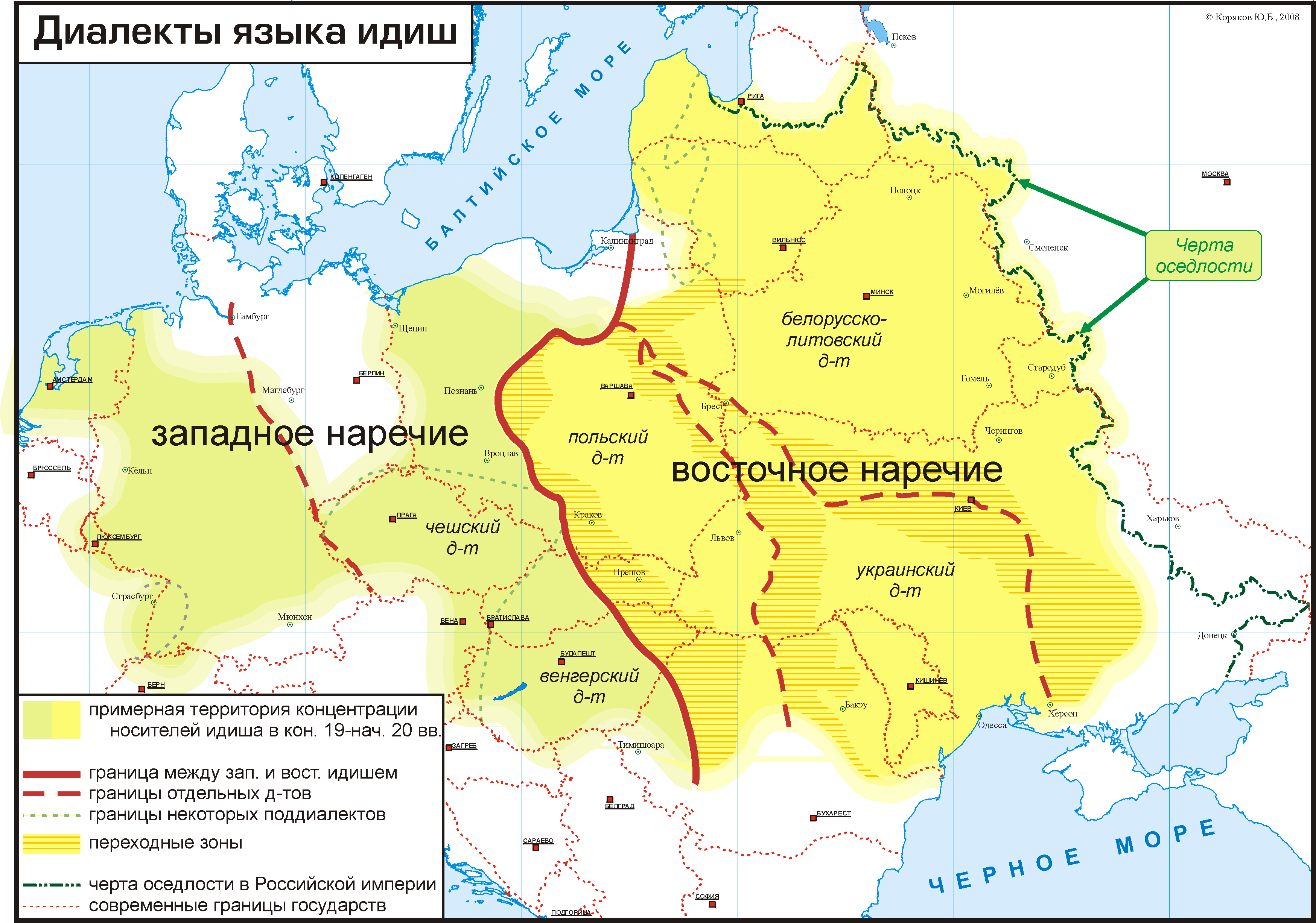
Frühere Verbreitung jiddischer Dialekte nach einer Karte des Linguarium-Projekts der Lomonossow-Universität, Moskau. Gelb: Ostjiddisch mit dem litauisch-weißrussischen (Nordost-), ukrainischen (Südost-) und polnischen (Zentral-)Jiddisch (Letzteres im gesamten Westteil des gelben Gebiets). Grün: Westjiddisch mit dem eigentlichen Westjiddisch (westlich der gestrichelten roten Linie) und Übergangsjiddisch (östlich davon). Grün gestrichelte Linien: Unterdialekte des Jiddischen in Elsass, Tschechien, Ungarn und Kurland.

In der mittelhochdeutschen Periode entwickelten sich im deutschen Sprachgebiet spezifische Ausprägungen des Deutschen, die von Juden untereinander gesprochen und mit einem dafür angepassten hebräischen Alphabet geschrieben wurden. Charakteristisch sind eine Vielzahl von Entlehnungen aus dem meist nachbiblischen Hebräischen und dem Aramäischen sowie in geringem Maße auch einige Entlehnungen aus romanischen Sprachen.
Bedingt durch Antijudaismus und Judenverfolgung ab dem 11. Jahrhundert, besonders die Judenverfolgungen zur Zeit des Schwarzen Todes um 1348, wanderten Juden massenhaft aus dem deutschen Sprachgebiet nach Osteuropa aus, besonders in das Königreich Polen und das Großfürstentum Litauen. In der Folge kam es zu einer sprachlich getrennten Entwicklung: Das Jiddische im Westen entwickelte sich im Kontakt mit dem Deutschen weiter und ging schließlich im Zuge der jüdischen Aufklärung und der sprachlichen Assimilation deutscher Juden ab dem 18. Jahrhundert im Deutschen auf, während das Jiddische im Osten sich im Kontakt einerseits mit den ostmitteldeutschen Ausgleichsdialekten deutscher Siedler in Polen und andrerseits mit den westslawischen Sprachen weiterentwickelte. Man unterteilt das Jiddische deshalb in Westjiddisch und Ostjiddisch. Die Koterritorialität der slawischen Sprachen schlug sich so stark in lexikalischen Entlehnungen und der Übernahme morphologischer und syntaktischer Elemente nieder, dass Slawisch neben Deutsch, Hebräisch-Aramäisch und Romanisch zu den vier Kernkomponenten des Ostjiddischen gezählt wird.
Für den jiddischen Buchdruck war bis ins frühe 18. Jahrhundert das Westjiddische maßgeblich. Im späten 18. Jahrhundert hatten jedoch die ostmitteleuropäischen Druckorte die westmitteleuropäischen abgelöst, und infolgedessen sowie wegen der fortgeschrittenen Assimilation der Juden Deutschlands setzte sich das Ostjiddische als neuer Standard der jiddischen Sprache durch. Im 19. Jahrhundert wurden auch nicht-religiöse Publikationen immer zahlreicher. Es folgte eine bis zum Zweiten Weltkrieg andauernde Epoche, die oft als goldenes Zeitalter der jiddischen Literatur gewertet wird. Zugleich formierte sich gegen die damals unter anderem in der Presse in Schreibung, Wortschatz und Grammatik oft stark ans Deutsche angelehnte Sprache („dajtschmerisch“) zunehmend Widerstand. Diese Periode fällt mit der Wiederbelebung des Hebräischen als gesprochene Sprache und der Wiedergeburt der hebräischen Literatur zusammen.

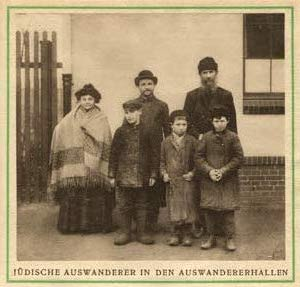
Jüdische Auswanderer an der deutsch-polnischen Grenze in den Auswandererhallen

Mit der Massenauswanderung nach Nordamerika und England im späten 19. Jahrhundert expandierte das Jiddische in den englischen Sprachraum und wurde dort zunehmend durch Englisch als Kontaktsprache beeinflusst. Infolge der großen Anzahl jiddischsprachiger Einwanderer haben zahlreiche jiddische Wörter Eingang in den umgangssprachlichen Wortschatz des US-amerikanischen Englisch gefunden. Mit der jiddischen Ausgabe des Forward existiert in New York bis heute eine jiddisch geschriebene Zeitung (seit 2019 nur noch online), die auf diese Einwanderungswelle zurückgeht; weitere jiddische Blätter richten sich an das erst nach dem Zweiten Weltkrieg nach Amerika gekommene ultraorthodox-jüdische Bevölkerungssegment.
In der unabhängigen Ukrainischen Volksrepublik, die von 1917 bis 1920 existierte, gehörte Jiddisch zu den offiziellen Sprachen. Die Geschichte der Juden in der Sowjetunion verlief hingegen ambivalent. Einerseits betrieb die Sowjetunion unter der Herrschaft Josef Stalins eine aktive judenfeindliche Politik. Sie verfolgte die jüdische Religion, das Bibelstudium, die zionistische Bewegung und die hebräische Sprache. Andererseits wurden jiddische Sprache und Literatur zumindest bis zum Zweiten Weltkrieg offiziell gefördert. So war Jiddisch in den 1920er und 1930er Jahren neben dem Russischen, Belarussischen und Polnischen einige Jahre lang Staatssprache in der weißrussischen Sowjetrepublik. Zwischen 1918 und 1923 wurden unter der Führung des Kriegsveteranen Simon Dimantstein jüdische Sektionen („Jewsekzija“) in der Kommunistischen Partei der Sowjetunion gebildet. Sie sollten eine „jüdische proletarische Kultur“ aufbauen, die nach den Worten Stalins „national in der Form und sozialistisch im Inhalt“ sein sollte. Es gab drei bedeutende jiddische Zeitungen: Der Emes („Die Wahrheit“, 1920–1939 in Moskau), Der Schtern (1925–1941 in der Ukrainischen SSR) und Oktjabr („Oktober“, 1925–1941 in Weißrussland). Auch der Aufbau eines jiddischen Schulsystems wurde gefördert. 1932 besuchten 160.000 jüdische Kinder in der Sowjetunion eine jiddischsprachige Schule. Doch wegen des Mangels an höheren Ausbildungsmöglichkeiten in Jiddisch und der zunehmend minderheitenfeindlichen Politik Stalins wurden diese Schulen in den folgenden Jahren im ganzen Land geschlossen.
1925 wurde im damals polnischen Vilnius (heute Litauen) das YIVO (Jidischer wißnschaftlecher inßtitut) als akademische Einrichtung zum Studium jiddischer und ostjüdischer Kultur eröffnet. Es war bestrebt, u. a. eine standardisierte Form der Sprache, inklusive Rechtschreibung, Wortschatz, Grammatik und Aussprache zu entwickeln. Seit 1940 ist der Hauptsitz in New York; 1941 plünderten die Nazis den Sitz in Vilnius. Auch in Kiew und Minsk wurden wissenschaftliche Institute zur Erforschung der jiddischen Sprache, Literatur und Kultur eingerichtet, die ihre Arbeiten auf Jiddisch publizierten.
1928 wurde die Jüdische Autonome Oblast (Hauptstadt: Birobidschan) in der östlichen Sowjetunion gegründet. Hier sollte Jiddisch als Amtssprache eingeführt werden, jedoch bildeten Jiddischsprachige dort nie die Bevölkerungsmehrheit. Seit dem Zerfall der Sowjetunion sind die meisten Juden der Jüdischen Autonomen Oblast nach Israel, Deutschland und in die USA ausgewandert; Jiddisch ist abgesehen von der Beschriftung einzelner öffentlicher Gebäude, Straßen und Denkmäler kaum mehr präsent.
1939 hatte Jiddisch nach verschiedenen Schätzungen zwischen 6 und 7 Millionen bis 11–13 Millionen Sprecher. Nach positiven Schätzungen war es nach Englisch und Deutsch und noch vor dem Niederländischen die drittgrößte germanische Sprache.

## Heutige Verbreitung
Heute gibt es in etlichen traditionalistischen, ultraorthodoxen chassidischen Gruppierungen wie besonders in New York (im Stadtteil Brooklyn) sowie in den New Yorker Vororten Kiryas Joel, New Square und Monsey, in Montreal sowie in dessen Vorort Kiryas Tosh, in London, in Manchester, in Antwerpen, in Jerusalem (etwa im Stadtteil Me'a Sche'arim) und in Bnei Brak sowie in gewissen ebenfalls ultraorthodoxen, aber nicht chassidischen Gemeinschaften in Jerusalem größere Sprechergruppen, die Jiddisch als Alltagssprache verwenden und an die nächste Generation weitergeben. Neben diesen Sprechern gibt es auch eine kleine säkulare Sprechergemeinschaft, die das Jiddische weiter pflegt, die teils aus sogenannten „Jiddischisten“ und teils aus ehemaligen Chassidim besteht. Weltweit rechnet man heute (um 2020) realistischerweise mit etwa einer halben Million bis 650.000–670.000 Personen, die es als Alltagssprache benutzen. Einer Studie der Internationalen Medienhilfe (IMH) aus dem Jahr 2024 zufolge „sollen nach Schätzungen“ hingegen allein in den USA „mittlerweile weit über 500.000 Juden leben, die Jiddisch als Erst- oder Zweitsprache nutzen“.
Westjiddisch hat gemäß Ethnologue heute angeblich etwas über 5000 Sprecher. Diese Zahl ist allerdings interpretationsbedürftig und dürfte so gut wie ausschließlich Personen betreffen, die lediglich noch über Restkompetenzen des Westjiddischen verfügen und für die Jiddisch häufig ein Teil ihrer religiösen oder kulturellen Identität darstellt. Im schweizerischen Surbtal, dessen westjiddische Dialekte (Surbtaler Jiddisch) gemeinhin zu denjenigen gerechnet werden, die noch am längsten gesprochen wurden, ist Jiddisch als lebendige Sprache in den 1970er Jahren ausgestorben. Der Verlust dieser traditionellen Sprache ist in der Schweizer Öffentlichkeit jedoch kaum zur Kenntnis genommen worden. Im Elsass, wo sich das Westjiddische wahrscheinlich am längsten gehalten hat, soll es noch zu Beginn des 21. Jahrhunderts einige wenige Sprecher dieser sprachlichen Varietät gegeben haben.
Lehrstühle sowie Lehrbeauftragte für Jiddistik gibt es an mehreren Universitäten, darunter in Düsseldorf und Trier. An weiteren Universitäten werden Sprachkurse und Übungen angeboten, meist im Rahmen der Judaistik.

## Schrift

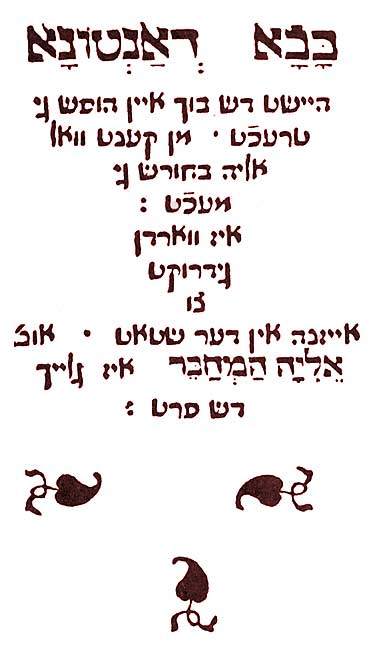
„Bovo d’Antona“, später „Bowe-Buch“ oder „Bowe-Majße“ von Elia Levita von 1507/1508, erste gedruckte Ausgabe von 1541: Das erste vollständig erhaltene nicht religiöse jiddische Buch. Auf den Titel geht der volksetymologisch umgedeutete Ausdruck „bobe-majße“, erfundene Geschichte, wörtlich „Großmutter-Geschichte“, zurück.

Jiddisch wird von rechts nach links mit dem hebräischen Alphabet geschrieben (Aljamiado-Schreibweise), das für die besonderen Zwecke dieser nicht-semitisch basierten Sprache angepasst worden ist. So stehen gewisse Zeichen, die im Hebräischen für Konsonanten gebraucht werden, im Jiddischen auch für Vokale. Deutsch- und slawischstämmige Wörter werden (mit ganz wenigen Ausnahmen) weitgehend phonetisch geschrieben, hebräisch- und aramäischstämmige (ebenfalls mit wenigen Ausnahmen) hingegen weitgehend wie im Hebräischen. Anders als Judenspanisch wird Jiddisch höchst selten in lateinischen Buchstaben geschrieben – in der Regel nur dann, wenn der Text sich an eine des Jiddischen nicht (voll) mächtige Leserschaft richtet.
Umschriften in lateinischer Schrift gibt es mehrere. Sie gelten als gleichwertig, wenn sie zwischen Zeichen und Laut eine Eins-zu-Eins-Entsprechung herstellen (d. h. für jeden Laut nur eine festgelegte Schreibweise zulassen) und damit problemlos ineinander überführt werden können. International verbreitet ist die vom YIVO entwickelte Transkription, die teilweise auf englischen Schreibgewohnheiten gründet. Im deutschen Sprachraum wird oft eine an die deutsche Orthografie angepasste Transkription bevorzugt, um das Lesen zu erleichtern; an die Stelle der englisch basierten Grapheme y, z, s, v, ts, kh, sh, zh, ay, ey, oy treten hier j, s, ß (oder ss), w, z, ch, sch, sh, aj, ej, oj. In der Sprachwissenschaft schließlich benutzt man statt einer Transkription häufig eine Transliteration, in der j, c, x, š, ž, č, aj, ej, oj den YIVO-Graphemen y, ts, kh, sh, zh, tsh, ay, ey, oy entsprechen.

### Hebräische Schriftzeichen und lateinische Umschrift

#### Übersicht
| Zeichen | YIVO- Transkription | deutschbasierte Transkription | linguistische Transliteration | Name (in YIVO-Transkription) |
| ------- | ------------------- | ----------------------------- | ----------------------------- | ---------------------------- |
| א       |                     |                               |                               | shtumer alef                 |
| אַ       | a                   | a                             | a                             | pasekh alef                  |
| אָ       | o                   | o                             | o                             | komets alef                  |
| ב       | b                   | b                             | b                             | beys                         |
| בֿ       | v                   | w                             | v                             | veys                         |
| ג       | g                   | g                             | g                             | giml                         |
| ד       | d                   | d                             | d                             | daled                        |
| ה       | h                   | h                             | h                             | hey                          |
| ו       | u                   | u                             | u                             | vov                          |
| וּ       | u                   | u                             | u                             | melupm vov                   |
| ז       | z                   | s                             | z                             | zayen                        |
| ח       | kh                  | ch                            | x                             | khes                         |
| ט       | t                   | t                             | t                             | tes                          |
| י       | y                   | j                             | j                             | yud                          |
| יִ       | i                   | i                             | i                             | khirek yud                   |
| כּ       | k                   | k                             | k                             | kof                          |
| כ ך     | kh                  | ch                            | x                             | khof, langer khof            |
| ל       | l                   | l                             | l                             | lamed                        |
| מ ם     | m                   | m                             | m                             | mem, shlos mem               |
| נ ן     | n                   | n                             | n                             | nun, langer nun              |
| ס       | s                   | ß, ss                         | s                             | samekh                       |
| ע       | e                   | e                             | e, e ~ ə                      | ayin                         |
| פּ       | p                   | p                             | p                             | pey                          |
| פֿ ף     | f                   | f                             | f                             | fey, langer fey              |
| צ ץ     | ts                  | z                             | c                             | tsadek, langer tsadek        |
| ק       | k                   | k                             | k                             | kuf                          |
| ר       | r                   | r                             | r                             | reysh                        |
| ש       | sh                  | sch                           | š                             | shin                         |
| שׂ       | s                   | ß                             | s                             | sin                          |
| תּ       | t                   | t                             | t                             | tof                          |
| ת       | s                   | ß, ss                         | s                             | sof                          |

| Zeichen | YIVO- Transkription | deutsch basierte Transkription | linguistische Transliteration | Name (in YIVO-Transkription) |
| ------- | ------------------- | ------------------------------ | ----------------------------- | ---------------------------- |
| װ       | v                   | w                              | v                             | tsvey vovn                   |
| זש      | zh                  | sh                             | ž                             | zayen-shin                   |
| טש      | tsh                 | tsch                           | tš                            | tes-shin                     |
| ױ       | oy                  | oj                             | oj                            | vov yud                      |
| ײ       | ey                  | ej                             | ej                            | tsvey yudn                   |
| ײַ       | ay                  | aj                             | aj                            | pasekh tsvey yudn            |

#### Besonderheiten der Verwendung von Aleph und Ajin
Aufgrund der Schreibtradition des Hebräischen, in der Aleph und Ajin keine Vokale, sondern zwei ursprünglich verschiedene semitische Kehllaute darstellen, die in der modernen Aussprache zwar meist verstummt sind, aber dennoch weiterhin geschrieben werden, ergeben sich Besonderheiten für die Verwendung beider Buchstaben im Jiddischen:
Der Buchstabe Aleph steht im Jiddischen meist für /a/ oder /o/ (siehe Tabelle oben). Er steht außerdem als sogenannter schtumer alef („stummes Aleph“, א) prinzipiell am Anfang jeden Wortes, das mit einem Vokal beginnt – außer wenn dieser mit Ajin (ע) dargestellt wird, d. h. außer wenn entweder das Wort mit /e/ anfängt oder es sich um ein semitischstämmiges Wort handelt, dessen Anlaut aufgrund der orthografischen Regeln des Hebräischen mit Ajin geschrieben wird. Entsprechend schreibt man: אַלט (alt ‚alt‘), אָװנט (ownt ‚Abend‘), אײַז (ajs ‚Eis‘), אײ (ej ‚Ei‘), איז (is ‚ist‘), אױװן (ojwn ‚Ofen‘), און (un ‚und‘) – aber: ער (er ‚er‘), ענג (eng ‚eng‘). Zudem wird das Aleph (außer in der sowjetischen Rechtschreibungsvariante) innerhalb von Zusammensetzungen gebraucht, wenn das darin enthaltene Grundwort mit einem Vokal (außer /e/) beginnt, z. B. פֿאַראײן (farejn ‚Verein‘) und פֿאַראינטערעסירן (farintereßirn ‚interessieren‘).
In einer traditionelleren, außerhalb der YIVO-Orthografie stehenden Rechtschreibung wird Aleph auch als Lauttrenner (z. B. in רואיק ruik ‚ruhig‘, nach YIVO רויִק) und Buchstabentrenner (z. B. װאו wu ‚wo‘, nach YIVO װוּ, und װאוינען, wojnen ‚wohnen‘, nach YIVO װוּינען) verwendet; die YIVO-Rechtschreibung setzt in solchen Fällen Punktierungen ein.

#### Die Verwendung von Waw und Jod
Die doppelte Verwendung der Buchstaben Waw und Jod jeweils als Vokal und Konsonant geht ebenfalls auf das Hebräische zurück; siehe hierzu Mater lectionis.

### Umschriften im Vergleichstext
Als Demonstration für die YIVO- und die deutsch basierte Umschrift sowie eine wissenschaftliche Transkription dienen im Folgenden zwei Sätze aus Awrom Sutzkewers Erzählung »Griner Akwarium«:
YIVO-Transkription: Ot di tsavoe hot mir ibergelozn mit yorn tsurik in mayn lebediker heymshtot an alter bokher, a tsedrumshketer poet, mit a langn tsop ahinter, vi a frisher beryozever bezem. S’hot keyner nit gevust zayn nomen, fun vanen er shtamt.

Deutsch basierte Transkription: Ot di zawoe hot mir ibergelosn mit jorn zurik in majn lebediker hejmschtot an alter bocher, a zedrumschketer poet, mit a langn zop ahinter, wi a frischer berjosewer besem. ß’hot kejner nit gewußt sajn nomen, fun wanen er schtamt.

Transliteration: Ot di cavoe hot mir ibergelozn mit jorn curik in majn lebediker hejmštot an alter boxer, a cedrumšketer poet, mit a langn cop ahinter, vi a frišer berjozever bezem. S’hot kejner nit gevust zajn nomen, fun vanen er štamt. (Der betonte und unbetonte /e/-Laut kann überdies nach ‹e› und ‹ə› unterschieden werden.)

Übersetzung: Eben dieses Vermächtnis hinterließ mir vor Jahren in meiner lebendigen Heimatstadt ein alter Junggeselle, ein verwirrter Dichter mit einem langen Zopf hinten, ähnlich einem Besen aus frischem Birkenreisig. Niemand kannte seinen Namen, seine Herkunft.

## Merkmale jiddischer Dialekte
Die Verschiedenheit der Formen der Sprache berührt verschiedene Aspekte: Wortschatz, Phonetik, Morphologie und Syntax. Der deutlichste Unterschied zwischen Ost- und Westjiddisch sind die Anteile der Herkunftssprachen: eine stark slawische Komponente in den östlichen Dialekten, die in den westlichen Dialekten fast fehlt, und die etwas höhere Zahl Wörter, die aus dem Lateinischen stammen, im Westen. Der Hauptteil der Klassifizierung von Dialekten aber sind phonetische Unterschiede von Vokalen und zum Teil auch Konsonanten.

### Vokalismus
Der Vokalismus der jiddischen Dialekte weist in allen Dialekten eine gesetzmäßige Alternation auf. Die konkrete Realisation eines Vokals variiert von Dialekt zu Dialekt. Max Weinreich, der ein diachrones System entwickelte, definierte zwei Hauptparameter, um die Vokale (A, E, I, O, U) historisch herleiten zu können:
- 1: Vokale, die kurz gewesen und geblieben sind;
- 2: Vokale, die lang gewesen und geblieben sind (in Dialekten mit Langdifferenzierung);
- 3: zunächst kurze Vokale, Vokale, die verlängert wurden;
- 4: historische Diphthonge;
- 5: spezielle Gruppe.

Der a-Vokal wird in allen jiddischen Dialekten außer dem Südostjiddischen wie „A1“ nach dem weinreichschen System realisiert.
Das andere System Bezeichnungen (vorgeschlagen von Mikhl Herzog) stimmt im Allgemeinen mit dem Ersteren überein, aber die Vokalqualität wird durch Ziffern bezeichnet: A = 1, E = 2, I = 3, O = 4, U = 5. a11 Die konkrete Diaphonemrealisation werden in kleinen Buchstaben mit den zwei Ziffern im Index geschrieben, z. B. a11 in allen Dialekten außer dem Südosten, wo es ɔ11 ist.
Die Realisierung von Diaphonemen in jiddischen Dialekten sind folgende:
| Vokalbezeichnungen | Vokalbezeichnungen | Westjiddisch | Westjiddisch | Westjiddisch | Ostjiddisch | Ostjiddisch | Ostjiddisch    | Ostjiddisch | Ostjiddisch       | Ostjiddisch       | Beispiele             | Beispiele          |
| Herzogs            | Weinreichs         | Süd-         | zentral-     | Nord-        | zentral-    | Süd-        | allg. litwisch | Kurländer   | Standardjiddisch* | Bühnenaussprache* | semitische            | deutsche           |
| 11                 | A1                 | a            | a            | a            | a           | ɔ           | a              | a           | a                 | a                 | חזיר, ים, כּלה         | אַלט, גאַסט, זאַלץ    |
| 21                 | E1                 | ɛ            | ɛ            | ɛ            | ɛ           | ɛ           | ɛ              | ɛ           | ɛ                 | ɛ                 | אמת, אפֿשר, גט         | געלט, העלפֿן, נעמען |
| 31                 | I1                 | i            | i            | i/ɛ          | i           | ɨ/i         | i              | i           | i                 | ɨ                 | טיפּש, כּישוף, מידבר    | דין, זילבער, פֿיש   |
| 41                 | O1                 | ɔ            | ɔ            | ɔ            | ɔ           | ɔ           | ɔ              | ɔ           | ɔ                 | ɔ                 | חגא, חכמה, יום־טובֿ    | װאָך, װאָלף, אָקס     |
| 51                 | U1                 | u            | u            | o            | i           | ɨ/i         | u              | u           | u                 | ɨ                 | חוצפּה, שותּפֿות, שטות   | הונט, פֿרום, קומען  |
| 12                 | A2                 | oː/ɔu        | oː/uː        | oː           | uː/u        | u           | ɔ              | oː          | ɔ                 | u                 | סכּנה, פּנים, פּרנסה     | בלאָזן, יאָר, נאָדל   |
| 22                 | E2                 | ɛj           | eː           | ɛj           | aj          | ej          | ej             | ej          | ej                | ej                | חלק, ספֿר, שדים        | אײביק, אײזל, װײטיק |
| 32                 | I2                 | iː           | iː           | iː           | iː          | i           | i              | iː          | i                 | i                 | בקיאות, מיאוס, נביאים | בריװ, גיסן, זיס    |
| 42                 | O2                 | ɔu           | oː           | ɔu           | ɔj          | ɔj          | ej             | øj          | ɔj                | ɔj                | סוחר, שוטה, שׂונא      | ברױט, גרױס, װױנען  |
| 52                 | U2                 | uː/y/yː      | uː           | uː           | iː          | i           | u              | uː          | u                 | i                 | בושה, נבֿואה, רפֿואה    | בוך, ברודער, שול   |
| 13                 | A3                 | aː           | aː           | oː           | uː          | u           | ɔ              | oː          | ɔ                 | u                 | קיין                  | באָרד, באָרװעס, פֿאָרן |
| 24                 | E4                 | aː           | aː           | aː           | aj          | ej          | ej             | ej          | ej                | ej                | קיין                  | אײנס, גלײבן, פֿלײש  |
| 34                 | I4                 | aj           | əj           | ɛj           | aː          | a           | aj             | aj          | aj                | aj                | מעשה, מאכל            | בײַטן, פֿײַן, צײַטן    |
| 44                 | O4                 | aː           | aː           | aː           | ɔj          | ɔj          | ej             | øj          | ɔj                | ɔj                | קיין                  | בױם, דערלױבט, קױפֿן |
| 54                 | U4                 | ɔu           | əu           | ɔu           | oː/ou       | u           | ɔj             | au          | ɔj                | ɔj                | קיין                  | בױך, בױען, פֿױל     |
| 25                 | E5                 | eː/ɛj        | eː/iː        | eː           | ej          | ej/ɨ/i      | ɛ              | eː          | ɛ                 | ej                | טבע, פּלא, רגע         | זען, מער, קעז      |

„*“ kultivierte Sprache

## Phonetik

### Vokale
Jiddisch hat mit vielen ober- und besonders mitteldeutschen Dialekten zahlreiche Lautveränderungen gemeinsam: Entrundung der Hochzungenvokale mhd. ö > e, ü > i (bspw. mhd. jüde > jidd. jid), die Diphthongierung von mhd. bzw. regional-frühnhd. langem ê > ej, ô > ou bzw. im Ostjiddischen weiter > /oi/, œ (> ê) > ej (bspw. mhd. gên > jidd. gejn, mhd. brôt > jidd. brojt, mhd. schœne > jidd. schejn) oder die Verdumpfung des langen Zentralvokals mhd. â > ô/û (bspw. mhd. schlâfen > nordostjidd. schlofn, südjidd. schlufn).
| Mittelhochdeutsch | Standarddeutsch | Standardjiddisch | Beispielwort           |
| ----------------- | --------------- | ---------------- | ---------------------- |
| a / ā             | a [aː]          | אָ (o)            | Schaf, שאָף (schof)     |
| a                 | a [a]           | אַ (a)            | Salz, זאַלץ (salz)      |
| æ [æː]            | ä [ɛː]          | ע (e)            | schwer, שווער (schwer) |
| ō [ɔː]            | o [oː]          | וי (oj)          | Brot, ברויט (brojt)    |
| ō [œː]            | ö [øː]          | יי (ej)          | böse, בייז (bejs)      |
| e [e]             | e [eː]          | יי (ej)          | Esel, אייזל (ejsl)     |
| ē [ɛː]            | e [eː]          | יי (ej)          | ewig, אייביק (ejbik)   |
| o [ø]             | ö [œ]           | ע (e)            | Köpfe, קעפּ (kep)       |
| e [e]             | e [ɛ]           | ע (e)            | eng, ענג (eng)         |
| ü [ʏ], [yː]       | ü [ʏ], [yː]     | י (i)            | über, איבער (iber)     |
| ou [ɔu]           | au [ao]         | וי (oj)          | Auge, אויג (ojg)       |
| ū                 | au [ao]         | וי (oj)          | Haus, הויז (hojs)      |
| ei [ɛi]           | ei [ae]         | ײ (ej)           | Stein, שטיין (schtejn) |
| ī                 | ei [ae]         | ײַ (aj)           | Wein, ווײַן (wajn)      |
| iu                | eu [oe]         | ײַ (aj)           | neu, נײַ (naj)          |

Die Entwicklung von mhd. /ei/, /øː/ und /iu/ verlief allerdings nicht immer direkt zu den neujiddischen Lauten, sondern teilweise über die Zwischenstufen /ei/ > /eː/ > /ej/ (z. B. bein > bēn > bejn); /øː/ > /eː/ > /ej/ (schœne > schēn > schejn); /iu/ > /yː/ > /iː/ > /aj/ (z. B. niuwe > nü(we) > nĩ > naj).

### Konsonanten
|               | bilabial | labio- dental | alveolar | post- alveolar | palatal   | velar | glottal |
| ------------- | -------- | ------------- | -------- | -------------- | --------- | ----- | ------- |
| Plosive       | p b      |               | t d      |                | (tʲ) (dʲ) | k g   |         |
| Affrikaten    |          |               | t͡s (d͡z)  | t͡ʃ d͡ʒ          |           |       |         |
| Nasale        | m        |               | n        |                | ɲ         |       |         |
| Frikative     |          | f v           | s z      | ʃ ʒ            | (sʲ) (zʲ) | x ʁ   | h       |
| Approximanten |          |               |          |                | j         |       |         |
| Laterale      |          |               | l        |                | ʎ         |       |         |

- Die palatalisierten Konsonanten kommen nur in Wörtern aus der slavischen Komponente vor. Ihr Status als Phonem ist nicht unklar.
- Die Aussprache des /ʁ/ - ר variiert zwischen [r], [ʀ] und [ʁ]

Das Jiddische reflektiert die hochdeutsche Lautverschiebung fast vollständig. Germanisches /p/ ist im Jiddischen in Wörtern wie schlafen, laufen, helfen, hoffen wie im Standarddeutschen zu /f/ verschoben: schlofn, lojfn, helfn, hofn. Wie im Ostmitteldeutschen ist auslautendes germanisches /p/ etwa in Kopf, Zopf, Topf jedoch unverschoben geblieben, es heißt hierfür jiddisch kop, zop, top und damit auch kepl, tepl (Köpfchen, Töpfchen). Im Fall von anlautendem /pf/ wie in Pfanne, Pfeffer, pfeifen, Pfeil, Pferd, Pflanze verhält sich Jiddisch ebenfalls wie das Ostmitteldeutsche und kennt Verschiebung von /p/ zu /f/: fan, fefer, fajfn, fajl, ferd, flanzn – anders als das Westmitteldeutsche, das hier /p/ bewahrt, und anders als das Oberdeutsche, das hier zu /pf/ verschoben hat. Inlautendes westgermanisches /p/ schließlich bleibt im Jiddischen als /p/ erhalten, etwa in epl, schepn (deutsch hingegen Apfel, schöpfen).
| Protogermanisch | Standarddeutsch | Jiddisch      |
| --------------- | --------------- | ------------- |
| *slēpaną        | schlafen        | שלאָפֿן schlofn |
| *pannōn         | Pfanne          | פֿאַן fan       |
| *aplaz          | Apfel           | עפּל epl       |

כ/ך/ח (ch) wird wie in vielen bairischen und alemannischen Dialekten auch nach hellen Vokalen wie י (i), יי (ej), ײַ (aj) und nach ר (r) als [x] ausgesprochen: ליכט licht [lɪxt].

## Grammatik
Die jiddische Grammatik ist grundsätzlich deutschbasiert, weist aber auch zahlreiche Eigenentwicklungen auf und zeigt verschiedene slawische und gewisse hebräische Einflüsse.

### Substantiva
Jiddisch kennt drei Genera (m., f., n.) und vier Kasus (Nominativ, Genitiv, Dativ, Akkusativ). Dabei hat eine relativ weitgehende Reduktion der Endungen stattgefunden.
In den Dialekten kommen im Bereich Genus und Kasus bedeutende Abweichungen von der standardjiddischen Regelung vor. Im modernen chassidischen Jiddisch ist die Unterscheidung verschiedener grammatischer Geschlechter innerhalb weniger Generationen vollständig geschwunden.

#### Kasusflexion
Das Jiddische zeigt nur Reste von Kasusflexion beim Substantiv.
- generelle Genitivendung ist -ß, und zwar unabhängig vom Geschlecht: dem manß buch, der frojß buch, dem kindß buch (das Buch des Mannes, der Frau, des Kindes). Der Gebrauch des Genitivs ist im Vergleich zum Deutschen allerdings stark eingeschränkt.

Spezialfälle sind:
- der tate (Vater) – Genitiv dem tatnß, Dativ und Akkusativ dem tatn; ebenso: sejde (Großvater), rebe (chassidischer Rabbiner, traditioneller Schullehrer).
- der mentsch (Mensch) – Genitiv dem mentschnß, Dativ und Akkusativ dem mentsch oder dem mentschn; ebenso: jid (Jude, jüdischer Mann).
- di mame (Mutter) – Genitiv der mameß, Dativ der mame oder der mamen, Akkusativ di mame; ebenso: bobe (Großmutter), mume (Tante).
- Personennamen haben im Dativ und Akkusativ grundsätzlich die Endung -(e)n, bei der Verbindung von Vor- und Nachnamen kommt die Endung nur dem Nachnamen zu: ich se Dowidn (ich sehe David), ich ken Arn Barnbojmen (ich kenne Aaron Birnbaum). Die Endung kann aus stilistischen Gründen allerdings auch wegfallen.
- erstarrte Endungen kommen etwa vor in in, zum harzn (im, zum Herzen, in übertragener Bedeutung), in der emeßn (in Wahrheit), in der luftn (in der Luft), in der wochn (unter der Woche), far acht togn (vor acht Tagen), ba lajtn (unter anständigen Menschen).

Das moderne chassidische Jiddisch hat – mit Ausnahme des rudimentären Genitivs – die Kasusflexion aufgegeben. Der Dativ (zum Beispiel standardsprachlich dem tatn, der mame(n)) wird mittels der Präposition far (für) ausgedrückt: far de tate, far de mame (dem Vater, der Mutter).

#### Pluralbildung
Die Flexion der Substantiva weicht von derjenigen der deutschen Standardsprache zwar nicht im Grundsatz, wohl aber im Einzelfall stark ab. So sind Beugung mittels Umlautung sowie mittels {-n} viel verbreiteter als im Standarddeutschen (ersteres entspricht aber teilweise den Verhältnissen in den deutschen Mundarten); umgekehrt ist die deutsche Endung {-e} im Jiddischen unbekannt. Sodann kennt Jiddisch mit den Endungen {-ß} bzw. {-eß} und {-im} Morpheme, die dem Hebräischen entlehnt sind. {-im} kommt fast nur bei hebräischstämmigen Substantiven vor, erstere beide sowohl bei hebräisch- als auch bei deutsch- und slawischstämmigen Wörtern. Die Schreibung von {-(e)ß} erfolgt bei hebräischstämmigen Wörtern nach der hebräischen, bei deutsch- und slawischstämmigen Wörtern nach der phonologischen Orthografie. Die Pluralbildung mittels {-im} ist sodann in der Regel mit Vokaländerung, manchmal mit konsonantischer Veränderung sowie oft mit Betonungsverschiebung von der ersten auf die mittlere Silbe verbunden.
Beispiele, die das oben Gesagte sowie die Unterschiede zwischen deutscher und jiddischer Flexion demonstrieren und auch zeigen, wie die aus verschiedenen Sprachen stammenden Endungen teilweise auch in den je anderen Komponenten eingesetzt werden (jeweils Singular – Plural):
- schweßter (Schwester) – schweßter
- tisch (Tisch) – tischn; hebräischstämmig: jam (Meer) – jamen; slawischstämmig: kojsch (Korb) – kojschn
- tog (Tag) – teg;
- gortn (Garten) – gertner; hebräischstämmig: kol (Stimme) – keler; slawischstämmig: ßod (Obstgarten) – ßeder
- schtekn (Stecken) – schteknß oder mume (Tante, Muhme) – mumeß; hebräischstämmig: chaje (Tier) – chajeß; slawischstämmig: nudnik (Langweiler) – nudnikeß [ursprünglich semitische Endung; wird jedoch bei hebräischstämmigen Wörtern einerseits und deutsch- und slawischstämmigen Wörtern anderseits unterschiedlich geschrieben]
- pojer (Bauer) – pojerim; hebräischstämmig: neß (Wunder) – nißim oder schetech (Gegend) – schtochim oder malbesch (Kleidungsstück) – malbúschim [ursprünglich semitische Endung]

#### Diminutivum I (Verkleinerung)
Hier wird im Singular -l angehängt; der Plural wird mit -lech gebildet: bet (Bett) – Dim. I betl, Plural betlech. Wenn möglich, ist Diminuierung mit Umlautung verbunden: hant (Hand) – Dim. I hentl.

#### Diminutivum II (Imminutiv)
Das Diminutiv II ist eine affektivere Variante des Diminutivs I. Im Singular wird -ele angehängt; der Plural mit -elech gebildet: bet (Bett) – Dim. II betele, Plural betelech. Wenn möglich, ist Diminuierung mit Umlautung verbunden: hant (Hand) – Dim. II hentele.

### Artikel
Der unbestimmte Artikel, der nur im Singular vorkommt, lautet vor Konsonanten a, vor Vokalen an und wird nicht flektiert: a man, a froj, a kind (dt. ein/einem/einen Mann, eine/einer Frau, ein/einem Kind)
Der bestimmte Artikel wird im standardsprachlichen Jiddisch und seinen traditionellen Dialekten nach Genus, Kasus und Numerus flektiert. Im modernen chassidischen Jiddisch sind die verschiedenen Formen hingegen in einem einheitlichen di oder de zusammengefallen, das als di oder auch der geschrieben wird; Genus und Kasus wurden aufgegeben.
Singular:
- maskulin

der = dt. der (Nom.), z. B. der man der Mann

dem = dt. des (Gen.), dem (Dat.), den (Akk.), z. B. dem manß des Mannes, dem man dem Mann, den Mann
- feminin

di = dt. die (Nom. und Akk.), z. B. di froj die Frau

der = dt. der (Gen. und Dat.), z. B. der frojß der Frau (Gen.), der froj der Frau (Dat.)
- neutrum (im nordostjiddischen Dialekt unbekannt)

doß = dt. das (Nom. und Akk.), z. B. doß kind das Kind

dem = dt. des (Gen.), dem (Dat.), z. B. dem kindß des Kindes, dem kind dem Kind
Plural:
- di für alle Genera und alle Kasus, z. B. di mener/frojen/kinder singen die Männer/Frauen/Kinder singen, ich gib doß buch di mener/frojen/kinder ich gebe das Buch den Männern/Frauen/Kindern

### Adjektiva

#### Grundform
Die Flexion der Adjektiva unterscheidet sich von den deutschen Regeln grundlegend, indem sie (mit ganz wenigen Ausnahmen) nicht zwischen starker und schwacher Flexion unterscheidet.
Beispiele:
- Nom. mask.: an alter man (dt. ein alter Mann), der alter man (der alte Mann)
- Dat. fem.: an alter froj (dt. einer alten Frau, Dativ), der alter froj (dt. der alten Frau, Dativ)
- Nom. ntr.: a klejn kind (dt. ein kleines Kind), aber: doß klejne kind (dt. das kleine Kind)

Das moderne chassidische Jiddisch kennt nur noch die endungslose Grundform und im Übrigen ein auslautendes -e; Genus und Kasus wurden aufgegeben.

#### Steigerung
Der Komparativ endet auf -er, der Superlativ auf -ßt, zum Beispiel siß, sißer, zum sißtn (dt. süß, süßer, am süßesten).
Wie im Deutschen kann Umlaut auftreten, etwa

alt, elter, zum eltßtn (dt. alt, älter, am ältesten)

grob, greber, zum grebßtn (dt. dick [grob], dicker [gröber], am dicksten [am gröbsten])

grojß, greßer, zum greßtn (dt. groß, größer, am größten)

jung, jinger, zum jingßtn (dt. jung, jünger, am jüngsten).

Historisch einen anderen Hintergrund hat der Vokalwechsel in klejn, klener, zum klenßtn (dt. klein, kleiner, am kleinsten) und schejn, schener, zum schenßtn (dt. schön, schöner, am schönsten).
In einigen wenigen Fällen tritt Suppletion ein, beispielsweise gut, beßer, zum beßtn (dt. gut, besser, am besten).

### Adverbia
Das Jiddische verfügt wie das Deutsche über eine große Zahl unflektierter Adverbia.

### Verb
Das Jiddische kennt wie das Deutsche starke und schwache sowie eine kleine Zahl ganz unregelmäßiger Verben. Dazu tritt bei hebräischstämmigen Verben eine periphrastische Konjugation, die dem Deutschen unbekannt ist. Anders als das Deutsche kennt das Jiddische weder ein Präteritum noch einen Konjunktiv.
Beispiele (Infinitiv – 3. Person Singular Präsens – Partizip Perfekt):
- starke Typen:

schrajbn (dt. schreiben) – schrajbt – geschribn

singen (dt. singen) – singt – gesungen

schlofn (dt. schlafen) – schloft – geschlofn
- schwache Typen:

machn (dt. machen) – macht – gemacht

redn (dt. reden) – redt – geredt

ßtraschen (dt. drohen) – ßtraschet – geßtraschet
- unregelmäßig:

hobn (dt. haben) – hot – gehat

weln (dt. wollen) – wil (Vollverb) / wel (Hilfsverb) – gewolt
- periphrastisch:

mojde sajn (dt. zugeben) – is mojde – mojde gewen
Im Jiddischen können sodann eine Art „Aktionsarten“ unterschieden werden, die von den slawischen Nachbarsprachen inspiriert sind. Diese waren vor allem für das Jiddisch, das in Ost(mittel)europa gesprochen wurde, typisch; im amerikanischen Jiddisch gingen sie weitgehend verloren.
Beispiele:
- schrajbn = dt. schreiben, als Zustand – onschrajbn = etwas schreibend abschließen: ich schrajb a buch = dt. ich bin daran, ein Buch zu schreiben, aber: ich hob ongeschribn a buch = das Buch ist fertig geschrieben
- intereßirn sich = dt. sich interessieren, als Zustand – farintereßirn sich = dt. Interesse an etwas gewinnen

Das Perfekt wird standardjiddisch mit sajn (dt. sein) oder hobn (dt. haben) gebildet: er is gegangen, er hot gemacht, wobei die Verteilung der Hilfsverben vom (Nord- und Ost-)Deutschen abweichen kann: er is geschtanen, si is geschlofn (dt.: er hat gestanden, sie hat geschlafen). Der nordostjiddische Dialekt (ursprünglich in Litauen und Belarus gesprochen) kennt nur hobn als Hilfsverb.
Der jiddische Konditional wird mit wolt (ursprünglich zu weln, dt. wollen gehörig) plus Partizip Perfekt gebildet: er wolt geholfn (dt. er würde helfen / er hülfe).

### Numeralia
Die Zahlen lateinisch transkribiert:
- 0 nul
- 1 ejnß
- 2 zwej
- 3 draj
- 4 fir
- 5 finf
- 6 sekß
- 7 sibn
- 8 acht
- 9 najn
- 10 zen
- 11 elf
- 12 zwelf

ab 13 drajzn läuft es analog zum Deutschen -zn; beachte aber: 14 ferzn; 15 fufzn
Ab 20 zwanzik kommt -unzwanzik
Nach 30 drajßik kommt -zik; beachte aber: 40 ferzik; 50 fufzik; 70 sibezik
100 hundert; 1000 tojsnt; 1000000 miljon
928.834 najn hundert acht un zwanzik tojsnt acht hundert fir un drajßik

### Konjunktionen
Es gibt im Jiddischen nur eine sehr überschaubare Anzahl an Konjunktionen. Hiervon sind einige slawischen oder hebräischen Ursprungs. Die Konjunktionen haben keinen Einfluss auf den Modus oder die Stellung des Verbs.
| Deutsch           | Transkription               | Jiddisch    |
| ----------------- | --------------------------- | ----------- |
| und               | un                          | אוּן         |
| oder              | oder                        | אָדער        |
| aber              | ober                        | אָבער        |
| denn, weil        | wajl                        | װײַל         |
| obwohl            | hagam (hebr.)/chotsch (sl.) | הגם / כאָטש  |
| dass              | as                          | אַז          |
| ob                | ojb                         | אויב        |
| damit             | bechdej (hebr.)             | בכדי        |
| sowohl … als auch | hen … hen (hebr.)           | הן … הן     |
| entweder … oder   | oder … oder                 | אָדער … אָדער |

## Jiddische Kultur

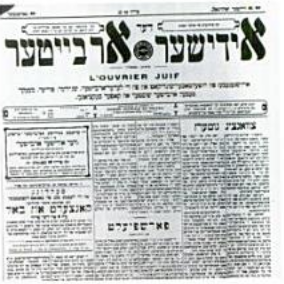
„Jiddischer arbeiter“, „l'Ouvrier juif“, Paris. Die Zeitung wurde 1911 gegründet, 1914 stellte sie ihr Erscheinen ein.

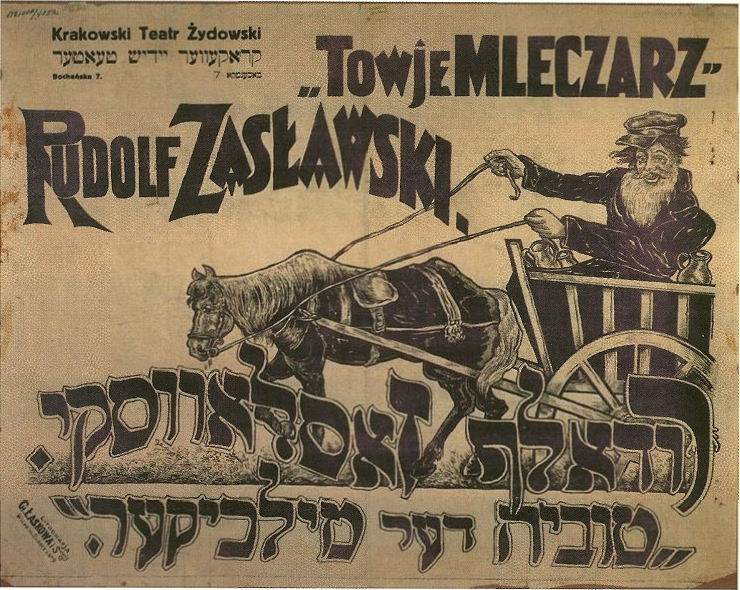
Poster in Jiddisch und Polnisch für „Tewje der Milchiker“ (Tewje der Milchmann) von Scholem Alejchem, Wilna

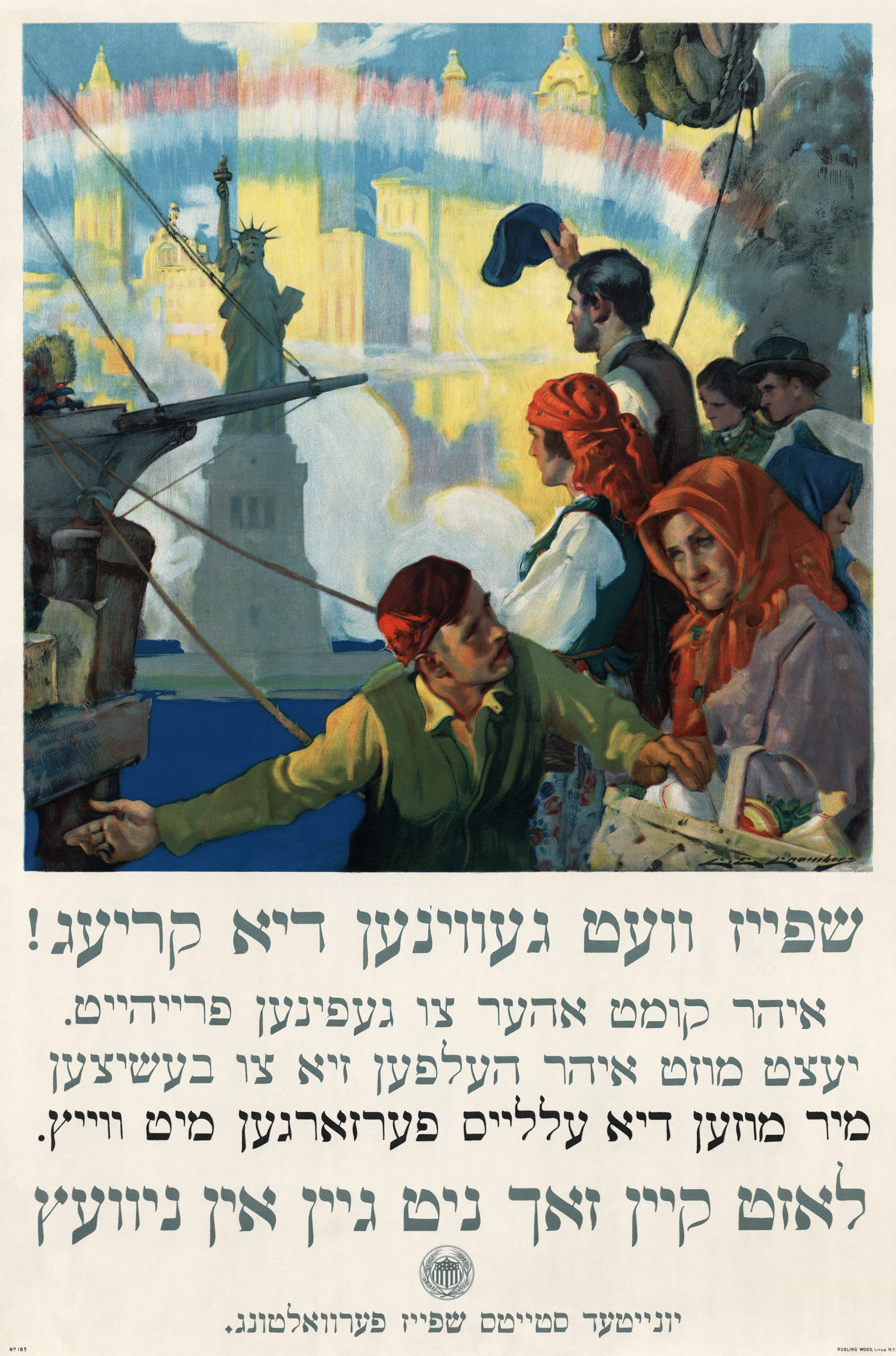
Jiddisches Poster, Erster Weltkrieg (1917), USA, Titel: spajs wet gewinen di krieg!

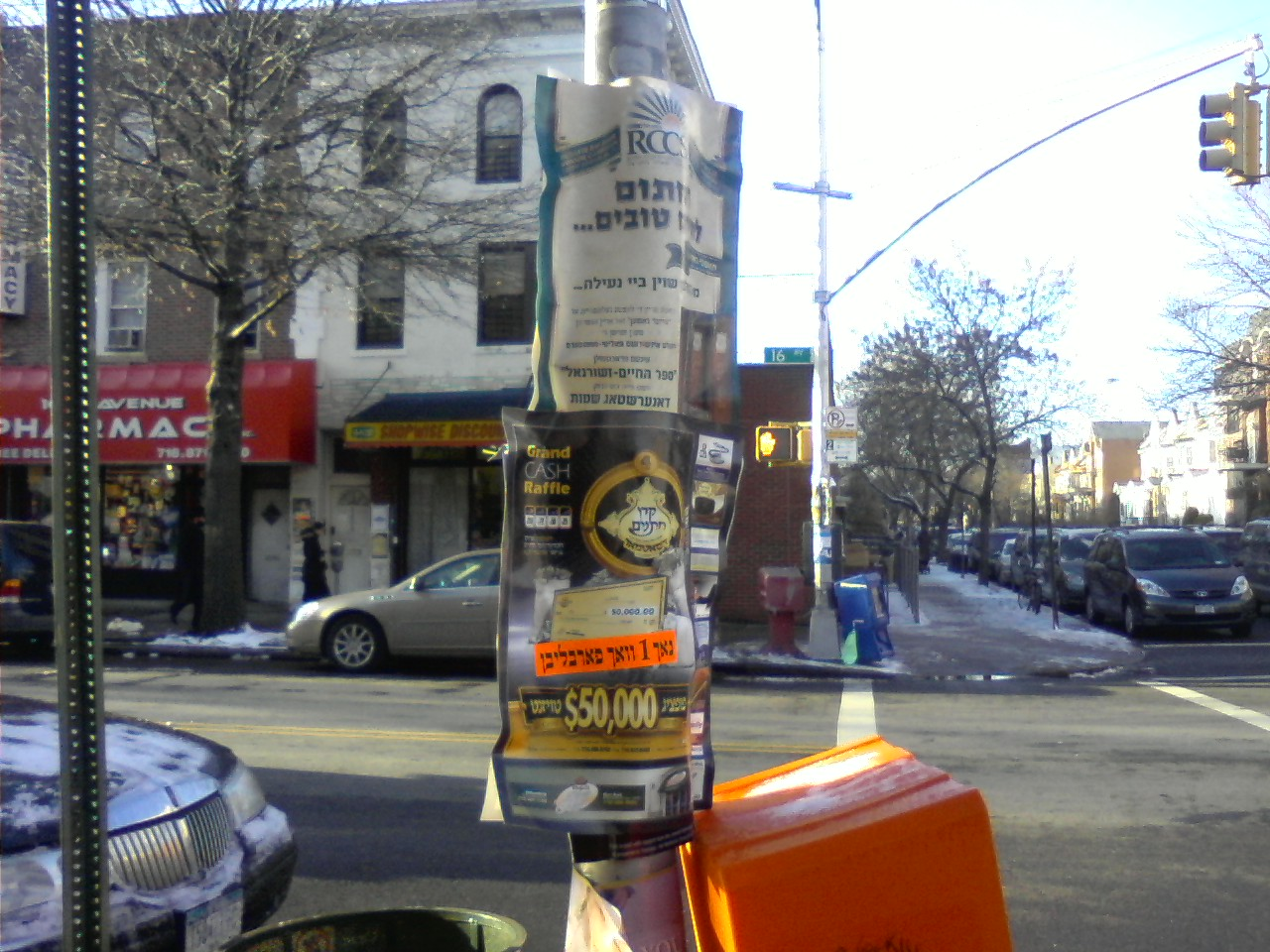
Jiddische Poster in Brooklyn, New York, 2009

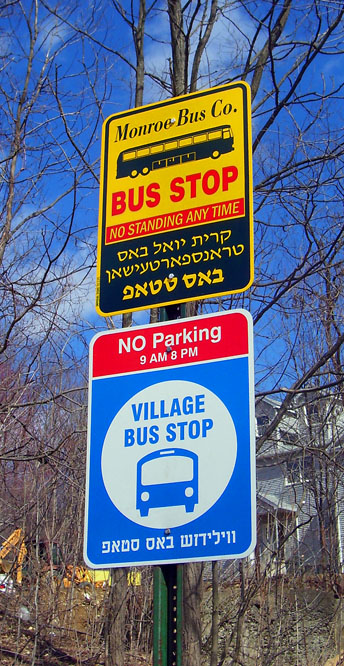
Englisch und jiddisch beschriftetes Schild einer Bushaltestelle in Kiryas Joel, NY

### Jiddische Literatur
Frühe überlieferte jiddischsprachige Zeugnisse sind religiöse Texte, das älteste vollständig erhaltene nicht religiöse jiddische Buch wurde zu Beginn des 16. Jahrhunderts verfasst. Die Anfänge der jiddischen Literatur lassen sich bis ins 13. Jahrhundert zurückverfolgen. Epen über Gestalten der Bibel, Heldenlieder aus germanischen Sagenkreisen, Fabeln, Volksbücher, religiöse Lern- und Gebrauchsliteratur oder die von den Abenteuererzählungen der italienischen Renaissance inspirierten Versromane des Elia Levita (1469–1549) zeigen die Vielfalt der älteren jiddischen Literatur. Eine weitere Blüte erlebte die jiddische Literatur seit dem 19. Jahrhundert. Die moderne jiddische Literatur entstand vor allem in Osteuropa. Als ihre Klassiker gelten Scholem-Jankew Abramowitsch, bekannt als „Mendele Mojcher-Sforim“ (1836–1917), Scholem Aleichem (1859–1916) und I. L. Peretz (1852–1915). In der Zeit zwischen den Weltkriegen konnte die literarische Produktion im Jiddischen mit der jeder anderen Weltsprache mühelos Schritt halten. Bedeutende literarische und künstlerische Zentren waren in jener Zeit Warschau, Wilna (heute: Vilnius) und New York. Zu den bedeutendsten jiddischen Autoren der Nachkriegszeit gehören der Dichter Avrom Sutzkever (1913–2010) und der Erzähler und Schriftsteller Isaac Bashevis Singer (1902–1991), dem 1978 der Nobelpreis für Literatur verliehen wurde.
- Das „Bove-Buch“ von Elia Levita von 1507/1508, erste gedruckte Ausgabe 1541, ist das älteste vollständig erhaltene nicht religiöse jiddische Buch.
- Ma'assebuch – eine Sammlung von mündlich überlieferter Literatur, erstmals 1602 in Basel von Konrad Waldkirch gedruckt.
- Glikl bas Judah Leib (1645–1724) schrieb die erste erhaltene Autobiografie einer Frau in Deutschland. Ihre in westjiddischer Sprache geschriebenen Memoiren wurden inzwischen in viele Sprachen übersetzt.
- Mendele Mojcher Sforim (1836–1917), auch „Mendele der Buchhändler“ genannt, gilt als Begründer der neuen jiddischen Literatur. Er zeichnete humorvoll und realistisch das Bild des ostjüdischen Milieus.
- Jizchok Lejb Perez (1852–1915), Autor von Kurzgeschichten und Romanen, Gründer der Zeitschrift „Jiddische Bibliothek“ und Förderer der jiddischen Literatur und des jiddischen Theaters in Warschau
- Scholem Alejchem (eigentlich Salomon Rabinovic, 1859–1916) gilt als einer der größten jiddischen Autoren. Seine „Geschichten Tewjes, des Milchhändlers“ wurden – nicht zuletzt durch das Musical „Anatevka“ – weltberühmt.
- David Edelstadt (1866–1892), Dichter
- Mordechaj Gebirtig (1877–1942), Autor und Komponist von jiddischen Liedern
- Pinchas Kahanowitsch, literarisches Pseudonym Der Nister (1884–1950), vor allem als Autor des Epos „Die Gebrüder Maschber“ bekannt.
- Jizchak Katzenelson (1886–1944), bekannt durch seine in einem Konzentrationslager geschriebene, beklemmende Ballade „Dos lid vunm ojsgehargetn jidischen folk“ („Das Lied vom ausgerotteten jüdischen Volk“)
- Israel Joshua Singer (1893–1944), Autor von Novellen
- Itzik Manger (1901–1969) beschreibt in seinen Gedichten und Balladen die Welt des osteuropäischen, nicht assimilierten Judentums, die mit der Vernichtung im Holocaust 1942–1945 untergegangen ist.
- Isaac Bashevis Singer (1902–1991) erhielt 1978 den Nobelpreis für Literatur. Sowohl in seiner Nobel Lecture[37] als auch in seiner Banquet Speech[38] befasste er sich mit der besonderen Bedeutung, die die jiddische Sprache für ihn und sein Schreiben hat. Seine Familienromane und Kurzgeschichten schildern das Leben der Juden in Osteuropa im Zwiespalt zwischen Tradition und Moderne. Seine Kurzgeschichte Yentl, the Yeshiva Boy wurde 1983 von Barbra Streisand als Yentl verfilmt.
- Rajzel Zychlinski (1910–2001), Lyrikerin.
- Hirsch Reles (23. April 1913, Tschaschniki – 18. September 2004, Minsk)
- Hirsch Glik (1922–1944), Dichter und Partisan aus Vilnius, bekannt durch die jiddische Partisanenhymne „Sog nit kejnmol, as du gejsst dem leztn weg“ („Sage niemals, dass du den letzten Weg gehst“)
- Chava Rosenfarb, Chawa Rosenfarb (1923–2011), geboren in Łódź, lebte und starb in Kanada. Sie verfasste seit 1939 eine „Lodzer Trilogie“, etwa 1000 Seiten, die zuerst auf Englisch erschien („The tree of life“), 1972 in der Originalsprache und seit 2007 auch auf Französisch L’arbre de vie.
- Oleksandr Bejderman (* 1949), Dichter aus Odessa
- Boris Sandler (* 1950 in Belts, Bessarabien), Novellen und Romane

### Jiddische Presse
Weltweit gibt es nach Erhebungen der Internationalen Medienhilfe (IMH) über 50 größere und kleinere jiddischsprachige Zeitungen, Zeitschriften und Radioprogramme (Stand 2024). Zu den Publikationen gehören beispielsweise Dos Jidisze Wort (Polen) oder (heute hauptsächlich russisch) der Birobidschaner Stern (Russland). In jüngster Zeit sind in den Vereinigten Staaten zahlreiche neue Publikationen charedischer (traditionell-orthodoxer) Juden auf den Markt gekommen (als Druck- oder Internetmedien), etwa Der Yid, Der Blatt, Die Tseitung oder Weker. Umgekehrt wurden in der jüngeren Vergangenheit auch manche jiddische Presseerzeugnisse eingestellt, so der Forverts (existiert als Internetportal weiter), Letste Nayes (1998), Lebnsfragn (2014) oder der jiddischsprachige Teil des Algemeiner.
Zur Geschichte der jiddischen Presse siehe die Artikel Newspapers and Periodicals in der YIVO Encyclopedia of Jews in Eastern Europe und Jiddische Presse weltweit auf dem Internetportal der Internationalen Medienhilfe (IMH).
```
siehe auch
 
Liste jiddischer Zeitungen und Zeitschriften
```

### Jiddischer Film
Aus dem jiddischen Theater entwickelte sich in Europa und den USA der jiddische Film. Seine Blütezeit erlebte er in den 1920er- und 1930er-Jahren in Europa und anschließend in den USA bis etwa in die 1950er-Jahre. Insgesamt entstanden so etwa 100 bis 200 Spielfilme. Zu den bekanntesten Regisseuren jiddischer Filme zählen Sidney M. Goldin und Joseph Seiden. Die Darsteller kamen häufig von bekannten jiddischen Theatergruppen. Mitunter waren auch Filmschaffende am jiddischen Film beteiligt, die auch in der regulären Filmindustrie Hollywoods bekannt waren. So etwa die Schauspielerin Molly Picon und der Regisseur Edgar G. Ulmer.
Bekannte jiddische Filme
- Der Dybbuk. 1937 produziert nach dem gleichnamigen populären Theaterstück von Salomon An-ski, Polen 1937, mit Abraham Morewski, Ajzyk Samberg, Lili Liliana, Mojżesz Lipman, Leon Liebgold, Regie: Michał Waszyński.
- Ost und West. Österreich 1923, mit Molly Picon, Jacob Kalich, Regie: Sidney M. Goldin.
- A Briwele der Mamen. Polen 1938 mit Lucy Gehrman, Alexander Stein, Izchak Grundberg, Gertrude Bulman, Regie: Joseph Green.
- Yidl mitn Fidl. Polen 1936, nach einem Buch von Konrad Tom, mit Molly Picon, Simche Fostel, Leon Liebgold, Max Bozyk. Regie: Joseph Green und Jan Nowina-Przybylski.
- Tewje der Milchiker. USA 1939 mit Maurice Schwarz, Rebecca Weintraub, Miriam Riselle, Paula Lubelsky, Regie: Maurice Schwarz. Siehe auch Anatevka.
- Iwan und Abraham. Belarus 1993, Regie: Yolande Zauberman, mit Aleksandr Jakowlew und Roma Alexandrowitsch.
- Menashe. USA 2017, Regie: Joshua Z. Weinstein, mit Menashe Lustig, Ruben Niborski, Yoel Weisshaus und Meyer Schwartz.
- Wolkenbruchs wunderliche Reise in die Arme einer Schickse. Schweiz 2018, Regie: Michael Steiner, Drehbuch Thomas Meyer.
- Unorthodox. Deutschland 2020; die Serie ist über weite Teile auf Jiddisch.[42]

In Wien existierte in den 1920er Jahren eine unabhängige jiddische Filmszene. Der einzige in Deutschland produzierte Film in jiddischer Sprache ist Herbert B. Fredersdorfs von Holocaust-Überlebenden handelnder Spielfilm Lang ist der Weg (1948). Aus den neueren Hollywood-Filmen ist z. B. der Film der Gebrüder Coen A Serious Man zu nennen, der einen etwa fünfminütigen jiddischen Dialog enthält. 2013 drehte die Regisseurin Naomi Jaye Di Shpilke / The Pin, den ersten jiddischen Film Kanadas.
In der deutschen Synchronisation der Tragikomödie Zug des Lebens sprechen die dort vorkommenden Juden alle Jiddisch.
Die Internet Movie Database nennt Anfang 2006 174 internationale Filme mit jiddischem Dialog. Darin eingeschlossen sind allerdings auch solche Filme, die nur kurze Dialogszenen auf Jiddisch haben.

### Jiddische Musik
Jiddische Lieder gibt es auf vielen Tonträgern. Zahlreiche Lieder, die heute als Volkslieder gelten, wurden in der zweiten Hälfte des 19. und der ersten Hälfte des 20. Jahrhunderts für das jiddische Theater geschrieben. Zu den Liedarten und bekannten Interpreten siehe auch unter Klezmer.
In den letzten Jahrzehnten erlebten Klezmer-Musik und andere traditionelle jüdische oder jiddische Musik eine Renaissance. In jüngerer Zeit erlangte der Klezmer, beeinflusst von Jazz und anderen Musikrichtungen, mit Bands wie The Klezmatics auch eine moderne Spielart.
Auch abseits des Klezmer brachte der spielerische Umgang mit dem umfangreichen Erbe jüdischer (und jiddischer) Musik- und Gesangstradition mitunter kuriose Ergebnisse hervor, wie etwa die Veröffentlichungen des kanadischen Produzenten und DJs socalled zeigen, der unter anderem Hip-Hop-Versionen traditioneller Lieder mit bekannten jüdischen Musikern der Gegenwart, darunter der Sänger Theodore Bikel, neu eingespielt hat.
Die Berliner Schauspielerin und Sängerin Sharon Brauner und der Berliner Bassist und Produzent Daniel Zenke (Lounge Jewels: Yiddish Evergreens) hüllten jiddische Evergreens in ein modernes musikalisches Gewand und würzten die Lieder mit Swing, Jazz und Pop sowie mit Balkan-Polka, Arabesken, südamerikanischen Rhythmen, mit Reggae, Walzer-, Tango- und Country-Elementen. Im israelischen Tel Aviv gibt es jiddischen Hip-Hop und Punk.

## Erforschung und Sprachpflege

### Institutionen
- YIVO – Yidisher visnshaftlekher institut, New York
- Das National Yiddish Book Center, Amherst, MA,[43] ist im Bereich Literatur und Weiterbildung tätig. Seine Yiddish Book Center’s Spielberg Digital Yiddish Library hat zum Ziel, die gesamte jiddische Literatur online zu stellen.[44]
- Maison de la Culture Yiddish, Paris
- Harashut leumit letarbut hayidish (Nazionale inßtanz far jidischer kultur / National Authority for Yiddish Culture), Tel Aviv.[45]
- Jiddistik – FB II an der Universität Trier (seit 1990).[46]
- Institut für Jüdische Studien der Heinrich-Heine-Universität Düsseldorf. Das Institut besteht
  - aus dem seit 1996 an der Heinrich-Heine-Universität Düsseldorf existierenden Lehrstuhl für Jiddische Kultur, Sprache und Literatur (Marion Aptroot)
  - und dem Fach Jüdische Studien, das zum Wintersemester 2002/2003 von der Gerhard-Mercator-Universität Duisburg nach Düsseldorf verlagert wurde (2003: Dagmar Börner-Klein, Michael Brocke, Stefan Rohrbacher). Dies gilt als eine europaweit einmalige enge Verbindung von Jüdische Studien mit Jiddistik; Düsseldorf gilt seit der Verlagerung als einer der bedeutendsten universitären Standorte der Jüdischen Studien in Deutschland.[47]
- Das Moses Mendelssohn Zentrum für europäisch-jüdische Studien ist ein An-Institut der Universität Potsdam. Es ist maßgeblich am Studiengang „Jüdische Studien/Jewish Studies“ beteiligt. Seine Forschungsinteressen gelten der Geschichte, Religion und Kultur der Juden und des Judentums in den Ländern Europas. Das Moses Mendelssohn Zentrum hat eine öffentlich zugängliche Spezialbibliothek mit etwa 50.000 Bänden.
- Die Abteilung für Jüdische Geschichte und Kultur der Ludwig-Maximilians-Universität München (LMU) bietet regelmäßig sowohl Jiddisch-Sprachkurse auf verschiedenen Niveaus als auch Seminare zur jiddischen Sprache und Kultur an. In München findet einmal im Jahr ein wissenschaftlicher Vortrag auf Jiddisch statt (Sholem Aleykhem Lecture), ein Unicum an europäischen Universitäten. Die Universitätsbibliothek der LMU und die Bayerische Staatsbibliothek halten eine der größten Jiddica-Sammlungen Deutschlands, zu denen altjiddische Manuskripte wie auch seltene osteuropäische Erstausgaben zählen.
- Die Hochschule für Jüdische Studien (HfJS) ist eine 1979 gegründete private, staatlich anerkannte Hochschule in Heidelberg. Sie wird vom Zentralrat der Juden in Deutschland getragen und durch Bund und Länder finanziert. Sie kooperiert eng mit der Ruprecht-Karls-Universität und steht Bewerbern jeder Konfession offen.

### Sprachkurse
Jiddische Sprachkurse finden an vielen Universitäten und sonstigen Institutionen statt, so etwa in New York, Paris, Vilnius, Warschau, Wien, Tel Aviv, Jerusalem und Birobidschan.
- New York: Das Uriel Weinreich Program in Yiddish Language, Literature und Culture hat die längste Tradition. Es findet jeden Sommer statt, ist ein Gemeinschaftsprojekt von YIVO und Bard College (ursprünglich YIVO und Columbia University) und dauert sechs Wochen.[48]
- Brüssel, Paris, Strassburg: In diesen drei Städten finden abwechslungsweise Sommerkurse in jiddischer Sprache, Literatur und Kultur statt. Die Parizer zumerkursn fun yidisher shprakh un literatur werden im „Parizer yidish-tsenter“ abgehalten und dauern drei Wochen,[49] die Strassburger Kurse organisiert das „Théâtre en l'Air – der LufTeater“ und dauern zwei Wochen.[50]
- Berlin: Das Summer Program of Yiddish Language and Literature in Berlin, erstmals abgehalten 2017, ist eine gemeinsame Unternehmung der Pariser Maison de la culture yiddish, der Freien Universität Brüssel und der Freien Universität Berlin.[51]
- Vilnius: Im Rahmen des Summer Program in Yiddish Language and Literature des Vilnius Yiddish Institute an der Universität Vilnius finden alljährlich vierwöchige Jiddisch-Kurse statt, wobei mit Gesangs-, Musik-, Tanz- oder Literaturkursen die jüdische Kultur nahegebracht wird.[52] Daneben gibt es Exkursionen über die jüdische Geschichte der Stadt.[53]
- Warschau: Das vom Jiddischen Kulturzentrum jeweils im Juli durchgeführte International Summer Seminar in Yiddish Language and Culture dauert drei Wochen und legt ein besonderes Gewicht auf Geschichte und Gegenwart des polnischen Judentums.[54]
- Tel Aviv: Das Naomi Prawer Kadar International Yiddish Summer Program findet jeden Juni/Juli am „The Goldreich Family Institute for Yiddish Language, Literature, and Culture“ statt und dauert ebenfalls vier Wochen.[55]
- Jerusalem: Beit Ben Yehuda – International Meeting Centre bietet in Zusammenarbeit mit dem Lehrstuhl für Jiddisch an der Hebräischen Universität und dem Kulturzentrum von Jung Jidisch. Winterkurse an.[56]
- In Birobidschan, der Hauptstadt der Jüdischen Autonomen Region, führte das „Far Eastern Research Center for Jewish Culture and Yiddish“ zeitweilig Jiddischkurse durch.[57]
- In Deutschland bieten mehrere Volkshochschulen Jiddischkurse an, so die Hamburger Volkshochschule in Kooperation mit der Gedenk- und Bildungsstätte Israelitische Töchterschule Dr. Alberto Jonas-Haus[58] und die jüdische Volkshochschule Berlin.[59]
- In Österreich bietet das Jüdische Institut für Erwachsenenbildung in Wien Kurse an.[60] Auch an der Universität Salzburg können Jiddischkurse belegt werden.

## Lesebeispiel
Das nachfolgende Beispiel ist der Beginn des ersten Buches Mose, auf Hebräisch בְּרֵאשִׁית Bereschit bzw. in aschkenasischer Aussprache Bereyschis (deutsch ‚am Anfang‘), auf altgriechisch Γένεσις Genesis (deutsch ‚Schöpfung‘) genannt:
| Hebräischer Urtext | moderne jiddische Übersetzung | moderne jiddische Übersetzung in YIVO-Transkription | deutsche Einheitsübersetzung |
| --- | --- | --- | --- |
| ‏1 בְּרֵאשִׁ֖ית בָּרָ֣א אֱלֹהִ֑ים אֵ֥ת הַשָּׁמַ֖יִם וְאֵ֥ת הָאָֽרֶץ׃ ‏2 וְהָאָ֗רֶץ הָיְתָ֥ה תֹ֙הוּ֙ וָבֹ֔הוּ וְחֹ֖שֶׁךְ עַל־פְּנֵ֣י תְהֹ֑ום וְר֣וּחַ אֱלֹהִ֔ים מְרַחֶ֖פֶת עַל־פְּנֵ֥י הַמָּֽיִם׃ ‏3 וַיֹּ֥אמֶר אֱלֹהִ֖ים יְהִ֣י אֹ֑ור וַֽיְהִי־אֹֽור׃ ‏4 וַיַּ֧רְא אֱלֹהִ֛ים אֶת־הָאֹ֖ור כִּי־טֹ֑וב וַיַּבְדֵּ֣ל אֱלֹהִ֔ים בֵּ֥ין הָאֹ֖ור וּבֵ֥ין הַחֹֽשֶׁךְ׃ ‏5 וַיִּקְרָ֨א אֱלֹהִ֤ים ׀ לָאֹור֙ יֹ֔ום וְלַחֹ֖שֶׁךְ קָ֣רָא לָ֑יְלָה וַֽיְהִי־עֶ֥רֶב וַֽיְהִי־בֹ֖קֶר יֹ֥ום אֶחָֽד׃ | ‏1 אין אָנהײב האָט גאָט באַשאַפֿן דעם הימל און די ערד ‏2 און די ערד איז געװען װיסט און לײדיק, און פֿינצטערניש איז געװען אױפֿן געזיכט פֿון תּהום, און דער גײַסט פֿון גאָט האָט געשװעבט אױפֿן געזיכט פֿון די װאַסערן ‏3 האָט גאָט געזאָגט: זאָל װערן ליכט. און עס איז געװאָרן ליכט ‏4 און גאָט האָט געזען דאָס ליכט אַז עס איז גוט; און גאָט האָט פֿאַנאַנדערגעשײדט צװישן דעם ליכט און צװישן דער פֿינצטערניש ‏5 און גאָט האָט גערופֿן דאָס ליכט טאָג, און די פֿינצטערניש האָט ער גערופֿן נאַכט. און עס איז געװען אָװנט און עס איז געװען פֿרימאָרגן, אײן טאָג | 1 In onheyb hot got bashafn dem himl un di erd. 2 Un di erd iz geven vist un leydik, un fintsternish iz geven oyfn gezikht fun thom, un der gayst fun got hot geshvebt oyfn gezikht fun di vasern. 3 Hot got gezogt: zol vern likht. Un es iz gevorn likht. 4 Un got hot gezen dos likht az es iz gut; un got hot fanandergesheydt tsvishn dem likht un tsvishn der fintsternish. 5 Un got hot gerufn dos likht tog, un di fintsternish hot er gerufn nakht. Un es iz geven ovnt, un es iz geven frimorgn, eyn tog. | 1 Im Anfang schuf Gott Himmel und Erde; 2 die Erde aber war wüst und wirr, Finsternis lag über der Urflut und Gottes Geist schwebte über dem Wasser. 3 Gott sprach: Es werde Licht. Und es wurde Licht. 4 Gott sah, dass das Licht gut war. Gott schied das Licht von der Finsternis 5 und Gott nannte das Licht Tag und die Finsternis nannte er Nacht. Es wurde Abend und es wurde Morgen: erster Tag. |